# David Fuller
David Fuller (geboren am 4. September 1954) ist ein englischer Ingenieur, verurteilter Mörder und Nekrophiler.

## Leben
Fuller war dreimal verheiratet. Sein erstes Opfer, Wendy Knell, lernte er in dem Geschäft SupaSnaps kennen, in dem sie Managerin war; er brachte seine Fotos oft dorthin, um sie entwickeln zu lassen.
Er war ein inoffizieller Fotograf der Londoner Rockband Cutting Crew und begleitete sie 1985 mit seiner zweiten Frau Sally auf Tournee.
Im Jahr 2021 wurde er verurteilt, weil er zwei Frauen ermordet und sexuell missbraucht hatte. Die Morde fanden 1987 in den Wohnungen der Opfer in Royal Tunbridge Wells, Kent, statt und wurden als „Bedsit-Morde“ bekannt. Die DNA des Täters wurde 2007 durch eine Überprüfung von Cold Cases gefunden und später wurde festgestellt, dass der gleiche Täter in beiden Fällen beteiligt war. Im Jahr 2020 wurde der Täter schließlich durch einen DNA-Abgleich identifiziert und festgenommen.
Als Fuller schließlich festgenommen wurde, erhielt er auch 12 Jahre für Verstöße gegen das Leichenbestattungsgesetz. Er hatte aufgezeichnet, wie er während seiner Tätigkeit als Elektriker im Kent and Sussex Hospital, ebenfalls in Tunbridge Wells, und im Tunbridge Wells Hospital im nahegelegenen Pembury, das an seine Stelle trat, die Körper von mehr als 100 weiblichen Leichen missbrauchte.
Er wurde am 15. Dezember 2021 zu lebenslanger Haft verurteilt, was bedeutet, dass er seine lebenslange Haftstrafe ohne die Möglichkeit einer Bewährung verbüßen wird.
Im Oktober 2021 wurde Fuller wegen weiterer 16 Straftaten angeklagt, die er zwischen 2007 und 2020 in den Leichenhallen des inzwischen geschlossenen Kent and Sussex Hospital und seines Nachfolgers, des Tunbridge Wells Hospital in Pembury, begangen haben soll, und bekannte sich am 3. November 2022 schuldig. Er ist im HMP Frankland inhaftiert, zusammen mit anderen Gefangenen wie Wayne Couzens und Michael Stone.